# Alberto Iñurrategi

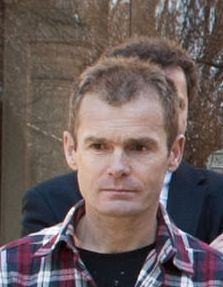
Alberto Iñurrategi

Alberto Iñurrategi (* 3. November 1968 in Aretxabaleta) ist ein spanischer Bergsteiger. Er ist nach Juanito Oiarzabal der zweite Spanier und der zehnte Mensch insgesamt, dem die Besteigung aller Achttausender, also aller 14 Berge der Erde mit einer Höhe über 8000 Metern, gelang.
Auf seinem ersten Achttausender, dem 8485 Meter hohen Makalu, stand Iñurrategi am 30. September 1991. Im Folgejahr bestieg er erstmals den höchsten Berg der Erde, den Mount Everest. Am 16. Mai 2002, nach etwas mehr als zehneinhalb Jahren, vervollständigte Iñurrategi mit der 8091 Meter hohen Annapurna seine Achttausender-Sammlung. Er war zu diesem Zeitpunkt 33 Jahre und sechs Monate alt und damit damals der jüngste Absolvent des 14-Achttausender-Programms. Dieser Rekord wurde mittlerweile von Mingma Sherpa und von dessen Bruder Chhang Dawa unterboten. Iñurrategi erreichte alle Achttausender-Gipfel ohne die Zuhilfenahme von Flaschensauerstoff, was vor ihm nur drei weiteren Bergsteigern gelungen war: dem Südtiroler Reinhold Messner, dem Schweizer Erhard Loretan und Iñurrategis Landsmann Oiarzabal. 12 der 14 Achttausender bestieg Alberto Iñurrategi gemeinsam mit seinem Bruder Felix; dieser verstarb beim Abstieg vom 12. Gipfel, dem Gasherbrum II.

## Besteigungen der Achttausender
Iñurrategi hat die Achttausender in folgender Reihenfolge bestiegen:
- 30.09.1991: Makalu (8485 m)[3]
- 25.09.1992: Mount Everest (8848 m)[4]
- 24.06.1994: K2 (8611 m)[5]
- 11.09.1995: Cho Oyu (8188 m)[3]
- 27.09.1995: Lhotse (8516 m)[3]
- 06.05.1996: Kangchendzönga (8586 m)[6]
- 11.10.1996: Shishapangma (8027 m)[7]
- 13.07.1997: Broad Peak (8051 m)[3]
- 23.05.1998: Dhaulagiri (8167 m)[3]
- 29.07.1999: Nanga Parbat (8125 m)[8]
- 25.04.2000: Manaslu (8163 m)[3]
- 28.07.2000: Gasherbrum II (8034 m)[3]
- 08.07.2001: Hidden Peak (8080 m)[9]
- 16.05.2002: Annapurna (8091 m)[3]